# Waterstone's
Waterstones (in precedenza Waterstone's)  è la maggiore catena britannica di librerie con 283 negozi nel Regno Unito, Irlanda, Belgio e Paesi Bassi. La libreria principale si trova a Londra in Piccadilly ed è la più grande del settore in Europa.
La catena è passata di mano più volte: nel 1989 è acquisita da WHSmith, nel 1998 diventa di proprietà di HMV Group, nel luglio 2011 è rilevata dall'uomo d'affari russo Alexander Mamut che costituisce Waterstones Bookseller Ltd (Mamut è proprietario anche della libreria londinese Hatchards, la più antica del Regno Unito perché fondata nel 1797, e della libreria irlandese Hodgers Figgis, fondata nel 1768 e citata di passaggio in Ulisse, il libro di James Joyce), nell'aprile 2018 finisce sotto il controllo dell'hedge fund americano Elliott Management Corporation.
La società gestisce vari premi letterari, tra cui Children's Laureate e Children's Book Prize.

## Storia

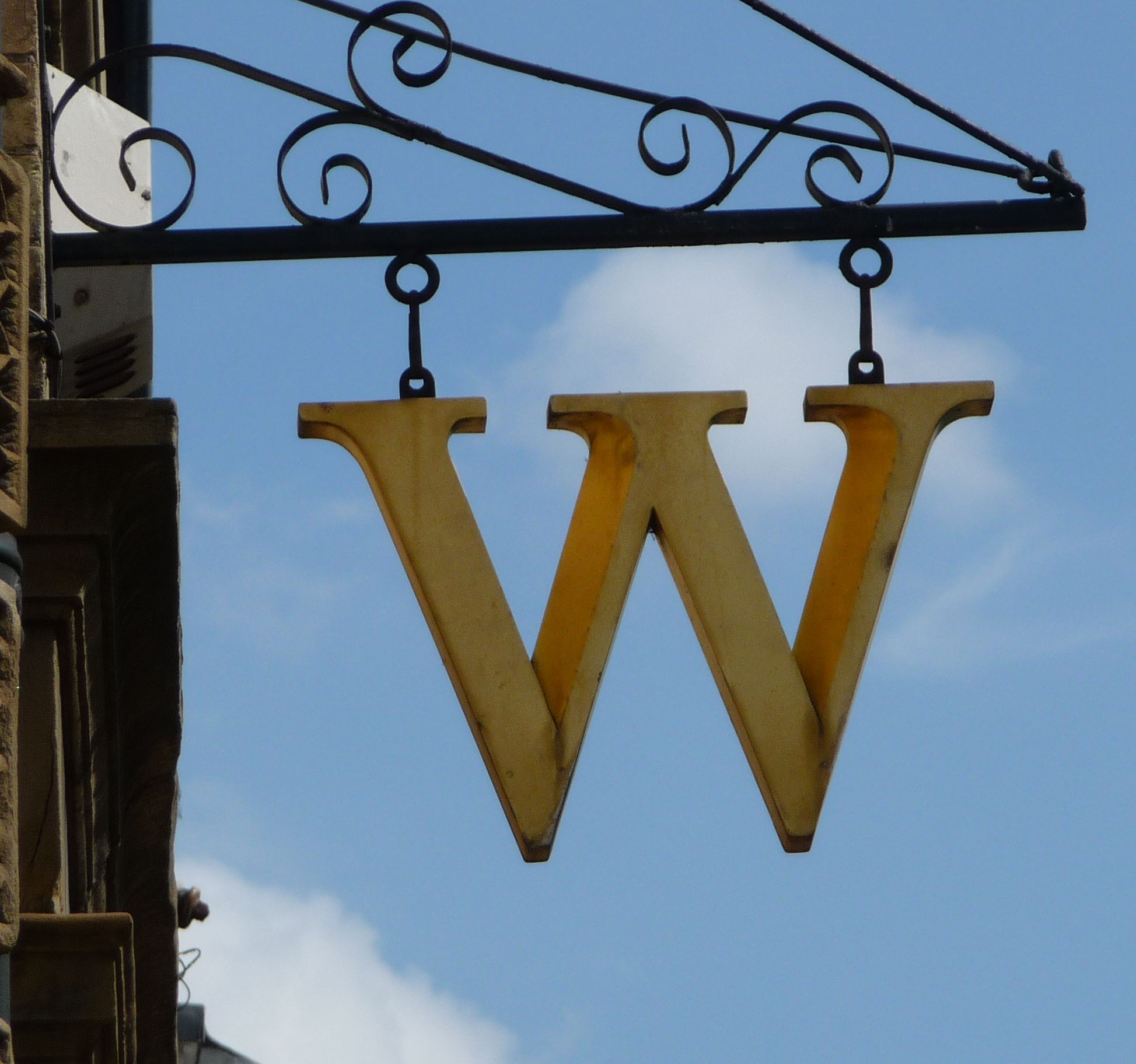
Le prime versioni delle insegne della libreria erano di colore oro

### Gli inizi
La catena è fondata da Tim Waterstone nel 1982 con un primo negozio a Old Brompton Road, Kesington, e con l'ambizione di creare qualcosa di diverso dalle librerie tradizionali ricorrendo alle tecniche che aveva visto negli Stati Uniti, quindi invitando gli autori dei libri, ponendo i libri delle case editrici più importanti negli scaffali migliori e assumendo personale qualificato. Il modello si rileva vincente e Waterstones decide di aprire altre librerie.

### 1993 - WHSmith
Nel 1989 entra nella società con una forte partecipazione di minoranza una delle principali catene britanniche che vende libri, giornali, articoli di cartoleria e pasticceria negli aeroporti e stazioni ferroviarie, la WHSmith. Quattro anni più tardi, nel 1993, WHSmith acquisisce il controllo dell'azienda dandole un valore d'impresa di 47 milioni di sterline. Sotto la nuova proprietà Waterstones si espande ulteriormente, all'interno del paese ma anche in Belgio e Paesi Bassi dopo avere aperto ancora nel 1991 la sua prima libreria statunitense a Boston. Il suo 100º negozio è aperto nel Regno Unito in una ex cappella di Reading.

### 1998 - HMV Group
Dopo un tentativo di Tim Waterstone nel 1997 di acquistare l'intero gruppo WHSmith, la catena Waterstones è venduta nel 1998 da WHSmith per 300 milioni di sterline a HMV Media plc (ora HMV Group), una joint venture tra EMI, Advent International e Tim Waterstone. Nell'operazione sono inclusi i marchi di HMV e della rivale Dillons. Tim Waterstone è nominato presidente del gruppo, ma lascia l'incarico nel 2001 mostrando "preoccupazioni per il modo in cui la società veniva gestita"; viene sostituito da Alan Giles. Un anno dopo tutti i negozi di Dillons sono ribattezzati con il nome Waterstones, finisce anche l'avventura oltreoceano negli Stati Uniti.
Waterstones lancia la rivista trimestrale Waterstones Books nel 2001, contenente recensioni di libri e interviste agli autori. Sempre nel 2001 l'operazione online Waterstones.co.uk è concessa in franchising ad Amazon.com dal momento che la società vuole "concentrarsi sui negozi e nei campus". L'iniziativa comporta la perdita di 50 posti di lavoro.
Nel 2006 Giles si dimette ed è sostituito da Gerry Johnson come amministratore delegato di Waterstones e da Simon Fox come amministratore delegato del gruppo. Nell'aprile 2006, dopo due offerte di Permira per acquisire il gruppo, Tim Waterstone tenta di riacquistare la società da HMV per 256 milioni di sterline, ritirando poco dopo l'offerta perché, dirà, le condizioni stabilite da HMV erano "troppo punitive" per accettare. In settembre Waterstones si ritira dall'accordo di franchising con Amazon per rilanciare il proprio business online, Waterstones.com, in modo indipendente. La catena avvia anche un programma di fidelizzazione nell'Inghilterra sudoccidentale e nel Galles. Il successo è tale da lanciare a livello nazionale The Waterstones Card. Nel 2006 acquisisce anche la catena di negozi concorrenti Ottakars.
Nel 2007 Waterstones aggiorna il marchio in alcuni negozi selezionati, iniziando con l'Arndale Centre di Manchester. Il 19 novembre 2007 chiude il suo primo negozio aperto nel 1982 in Old Brompton Road. Nel 2008 ristruttura la catena di distribuzione aprendo un magazzino e un centro di distribuzione di 14.000 metri quadrati a Burton-upon-Trent. Il magazzino centralizzato è in grado di ricevere merci e smistare circa 70 milioni di libri all'anno, cosa che comporta una perdita di 200 posti di lavoro. Nel settembre 2008 Waterstones inizia a vendere Sony Reader e a fornire eBook nel formato .epub, nel novembre 2009 comincia a vendere anche libri di seconda mano in una partnership con Alibris creando uno strumento di rivendita online chiamato Waterstones Marketplace. Sono praticati anche forti sconti con l'offerta 3x2 (tre libri e ne paghi due).

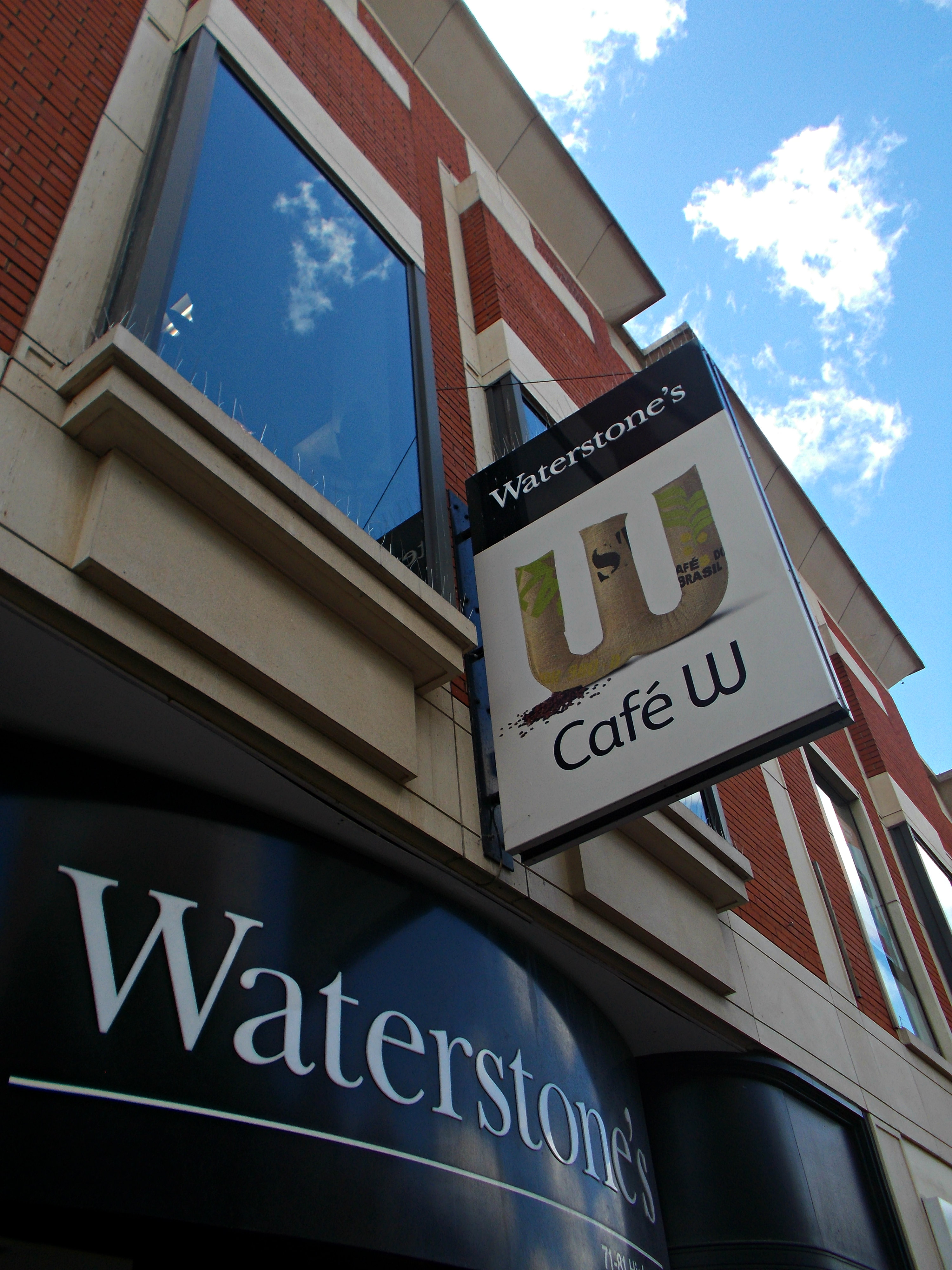
La libreria di Sutton con l'insegna Café W

Nel gennaio 2010 il gruppo HMV annuncia che le vendite di prodotti Waterstones nel periodo natalizio sono diminuite dell'8,5% rispetto all'anno precedente. Gerry Johnson si dimette, sostituito dal direttore dello sviluppo Dominic Myers, entrato in HMV nel 2006 per supervisionare l'integrazione di Ottakar nella catena dopo essere stato fino al 2005 amministratore delegato della catena di libri accademici britannici Blackwells. Viene avviato un piano triennale con una serie di iniziative, dal "ringiovanimento" del marchio aziendale alla chiusura di una ventina di negozi nel corso del 2011.

### 2011 - Alexander Mamut
Nel maggio 2011 HMV Group decide di vendere Waterstones a A&NN Capital Fund Management, un fondo controllato dal miliardario russo Alexander Mamut per 53 milioni di sterline. Mamut nomina James Daunt, fondatore di Daunt Books, amministratore delegato, mentre la presidenza del consiglio d'amministrazione va a Miranda Curtis. La nuova proprietà decide anche di tornare al logo iniziale, eliminando l'apostrofo dal nome (una scelta che solleverà numerose critiche) e di dedicare la libreria di Piccadilly, che diventa la sede legale della società, ai libri in lingua russa con più di 5.000 titoli in vendita: The Russian Bookshop è inaugurato nel marzo 2012.
Per rimettere in ordine i conti dell'azienda (alto è l'indebitamento) Daunt ricorre a una serie di iniziative: licenzia metà dei dirigenti e un terzo dello staff nelle librerie, abolisce l'offerta 3x2, attribuisce maggiore autonomia alle singole librerie, ricorre anche a qualche chiusura di negozi aprendone poi altri. Stringe un accordo con Amazon per vendere Amazon Kindle (ma tre anni dopo non lo rinnoverà), introduce in ogni libreria il wi-fi, apre anche bar-caffè in un certo numero di librerie chiamandoli Café W. Il primo profitto nel 2016 di 11,7 milioni di sterline.

### 2018 - Elliott Management
Nell'aprile 2018 l'hedge fund Elliott Management Corporation acquisisce la maggioranza della società (per una cifra non annunciata) lasciando a Alexander Mamut una partecipazione di minoranza. James Daunt rimane come responsabile esecutivo.